# Mieke Frankenberg
Mieke Frankenberg (ur. 30 stycznia 1914 w Deventer w Holandii, zm. 1 października 2007 w Hillingdon w Anglii) – matka aktorki Jane Seymour, z zawodu pielęgniarka.
Urodziła się w Holandii, lecz mieszkała w ówczesnych Indiach Holenderskich, byłej kolonii holenderskiej obejmującej obszar dzisiejszej Indonezji. Podczas II wojny światowej dostała się do niewoli japońskiej i spędziła trzy i pół roku w obozie koncentracyjnym tzw. Jappenkamp na Jawie. Pomagała tam rannym nie mając do dyspozycji lekarstw, a jedynie doświadczenie zdobyte podczas pracy dla Czerwonego Krzyża. Po wojnie wyjechała do Anglii, gdzie prowadziła firmę importową. W 1950 poślubiła lekarza Johna Benjamina Frankenberga (zm. w 1990). Mieli trzy córki: Joyce, Anne Gould i Sally. Zmarła mając 93 lata z powodu komplikacji wywołanych udarem mózgu.